# Carl Henrik Wegelin
Carl Henrik Wegelin, född 5 augusti 1803 i London, död 28 februari 1863 (mördad) i Stockholm, var en svensk brukspatron och uppfinnare.
Carl Henrik Wegelin föddes utomäktenskapligt som son till Johan Henrik Wegelin och Sofia Löf, samt sonson till Johan Wegelin. Han tillhörde den från Livland inkomne släkten Wegelin. Wegelin blev student 1820 vid Uppsala universitet och avlade där hovrättsexamen 1823.
Wegelin som utöver brukspatron även var vagnskonstruktör, kom där att tillföra nya tekniska lösningar, bland annat "spiralfjädrar".
Wegelin, som var ogift och barnlös, mördades i sitt hem "huset n:r 22 vid Öfra Badstugatan å Söder" den 28 februari 1863 av en okänd gärningsperson, vilket uppmärksammades i de samtida tidningarna runtom i riket. En belöning om 500 riksdaler utlovades till den som förmådde komma med uppgifter om gärningspersonen.